# Temnothorax recedens
Temnothorax recedens (лат.) — вид мелких по размеру муравьёв из подсемейства Myrmicinae (триба Crematogastrini).

## Распространение
Палеарктика: северо-западная Африка (Алжир, Тунис), Южная Европа, страны Средиземноморья, Закавказье, Туркмения. Указание для Крыма (Феодосия) было сделано лишь единожды и более ста лет тому назад (Рузский, 1905) и с тех пор не подтверждено.

## Описание
Рабочий муравей Temnothorax rugatulus
Мелкие желтовато-буроватые муравьи (брюшко и голова темнее; длина тела около 3 мм), блестящие, покрыты длинными волосками. Спинка груди с глубоким мезоэпинотальным швом.
Усики рабочих и маток 12-члениковые (у самцов из 13 сегментов), булава 3-члениковая. Скапус усика длинный (достигает затылочный край головы). Проподеальные шипики на заднегруди развиты, короткие, заострённые, направлены вверх, широкие в основании. Стебелёк между грудкой и брюшком состоит из двух члеников: петиолюса и постпетиолюса (последний чётко отделён от брюшка), жало развито, куколки голые (без кокона).

## Систематика
Вид Temnothorax recedens был впервые описан в 1856 году финским энтомологом профессором Вильямом Нюландером (William Nylander, 1822—1899) под первоначальным названием Myrmica recedens Nylander, 1856. В разные годы было описано несколько близких форм, сведённых позднее в синонимы к данному виду. В составе рода Temnothorax впервые обозначен в 1861 году, затем с 1890 года в роде Leptothorax, и с 2003 года британским мирмекологом Барри Болтоном (Bolton, 2003: 271), снова включён в Temnothorax. А до этого момента почти столетие упоминался в научной и популярной литературе как Leptothorax recedens.